# Mörk pärlhyacint
Mörk pärlhyacint (Muscari neglectum Guss. ex Ten.) är en växt i familjen sparrisväxter.

## Kompletterande systematik
- subclass =  Magnoliidae Novák ex Takht.
- superorder =  Lilianae Takht.

## Andra namn[1]
- Latin:
  - Hyacinthus botryoides major flore atropurpureo (Olof Rudbeck d. ä. 1658)
    - botryoides av botryon = druva
    - major flore atropurpureo = mycket mörkt rödvioletta blommor

  - Hyacinthus botryoides major flore caeruleo (Olof Rudbeck d. ä. 1666)
    - major flore caeruleo = starkt himmelsblå blommor
- Svenska:
  - Mörkblå perldrufva (Nils Lilja 1870)

## Beskrivning
Mörk pärlhyacint är en flerårig ört. Den runda stjälken saknar blad, och blir 5 – 20 cm hög.
Bladen är 15 – 20 cm långa, 2 – 8 mm breda, gröna och gräsliknande. De breddas något mot spetsen och sitter i en rosett intill marken.

Klase

Roten är en 1 cm stor brunfärgad lök med många utlöpare.
Blommar i Sverige i maj; längre söderut redan från mars. Blommorna är i mörkt blå och violetta nyanser. De sitter i täta klasar. Kronan är elliptiskt långsmal, 4 – 8 mm. Brämet (öppningens kant) på en mogen blomma är vitt.
De översta blommorna är något mindre, har ljusare färg och är sterila.
Sex ståndare, en pistill.
Fröna är svarta och sitter i en trerummig kapsel med skarpa hörn.  Två fröämnen i vart rum. Ett torrt frö väger 3,4 mg.
Sprider sig på sina håll så lätt, att den betraktas som invasiv art.
Kromosomtalet varierar kraftigt med 2n = 18, 36, 45 (pentaploid), 54 (hexaploid) eller 72 (octoploid, mycket sällsynt).

### Underarter
- Botryanthus lelievrii var. strangwaysii (Ten.) Nyman, 1882
- Botryanthus neglectus ssp. odorus O.Bolòs & Vigo, 2001
- Botryanthus neglectus var. speciosa (Marches.) Nyman, 1890
- Botryanthus vulgaris var. strangwaysii (Ten.) Nyman, 1890
- Muscari atlanticum ssp. alpinum (Fiori) Garbari, 1984
- Muscari botryoides var. bucharicum Regel, 1884
- Muscari grandifolium var. populeum (Braun-Blanq. & Maire) Maire, 1931
- Muscari grandifolium var. rifanum Maire, 1931
- Muscari neglectum var. angulatum Zapał., 1906
- Muscari neglectum ssp. atlanticum (Boiss. & Reut.) O.Bolòs & Vigo, 2001
- Muscari neglectum var. atlanticum (Boiss. & Reut.) Maire, 1931
- Muscari neglectum f. bertramii Maire, 1941
- Muscari neglectum var. fontqueri (Sennen) O.Bolòs & Vigo, 2001
- Muscari neglectum ssp. odorum (Kunth)O.Bolòs & Vigo, 2001
- Muscari neglectum ssp. speciosum (Marches.) Garbari, 1984
- Muscari neglectum var. valentinum (Pau) O.Bolòs & Vigo, 2001
- Muscari racemosum var. alpinum Fiori, 1900
- Muscari racemosum ssp. neglectum (Ten.) Corb., 1894
- Muscari racemosum var. neglectum (Guss. ex Ten.) St.-Lag. in Cariot, 1896
- Muscari racemosum lusus albiflorum Soó ex Priszter, 1980
- Muscari racemosum lusus pallidum Priszter, 1980

## Habitat
Sydvästra och centrala Europa, Medelhavsområdet, sydvästra Asien, östra USA.
I Sverige förvildad sällsynt i Skåne.

## Biotop
Ruderatmark och liknande marktyper.

## Etymologi
- Släktnamnet Muscari Mill. kommer av latin muskus = mysk. Därmed menas att pärlhysacint luktar som mysk.
- Artepitetet neglectum härleds från latin negligere = förbise med syftning på att pärlhyacint är en egen art, som tidigare förväxlats med andra, liknande arter.

## Användning
Har alltsedan åtminstone 1536 odlats som trädgårdsväxt, troligen sedan ännu längre tillbaka i tiden.
Används i Nule på Sardinien vid kokning av påskägg, som då blir violettblå .

## Bilder

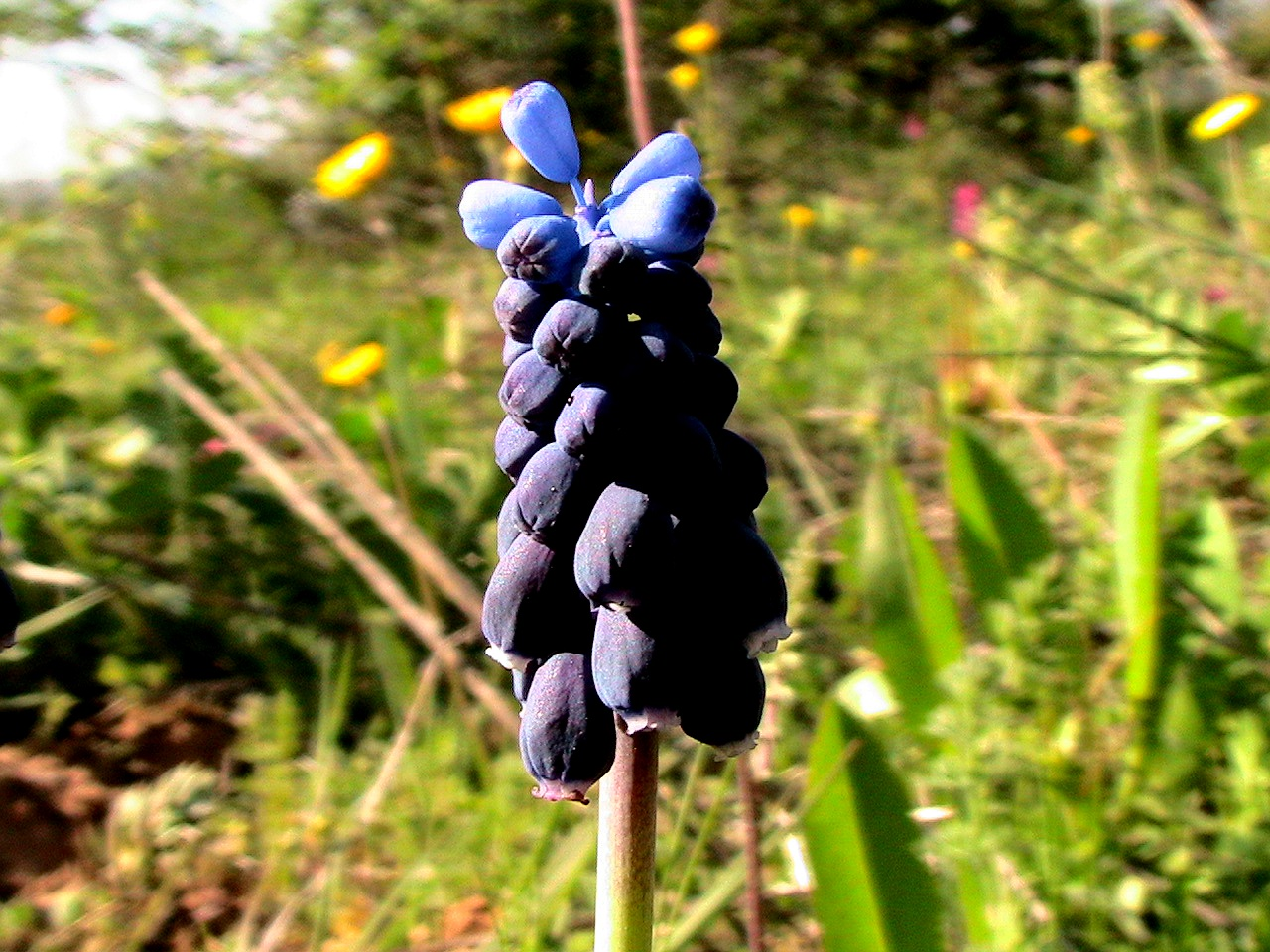
De översta, sterila blommorna syns tydligt över de mörkvioletta fertila blommorna.
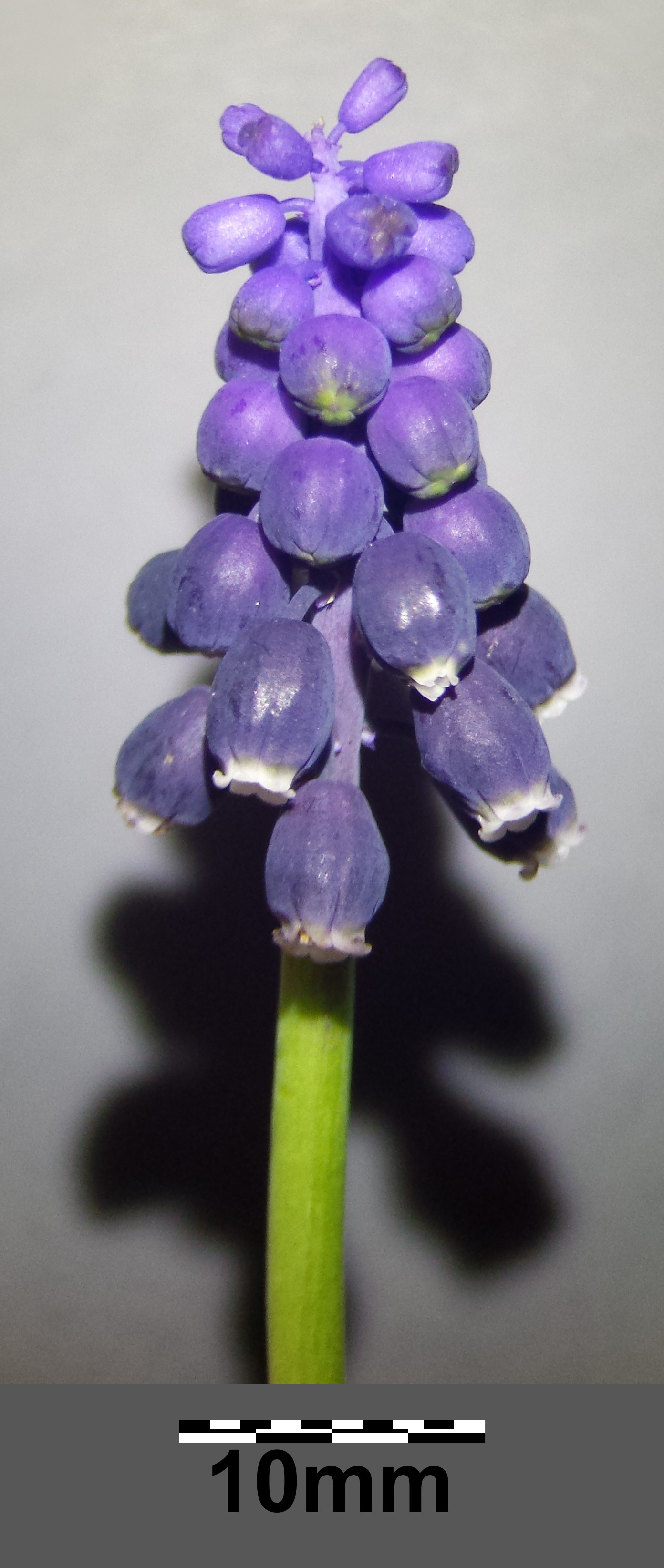
Vitt bräm på mogna klockor.
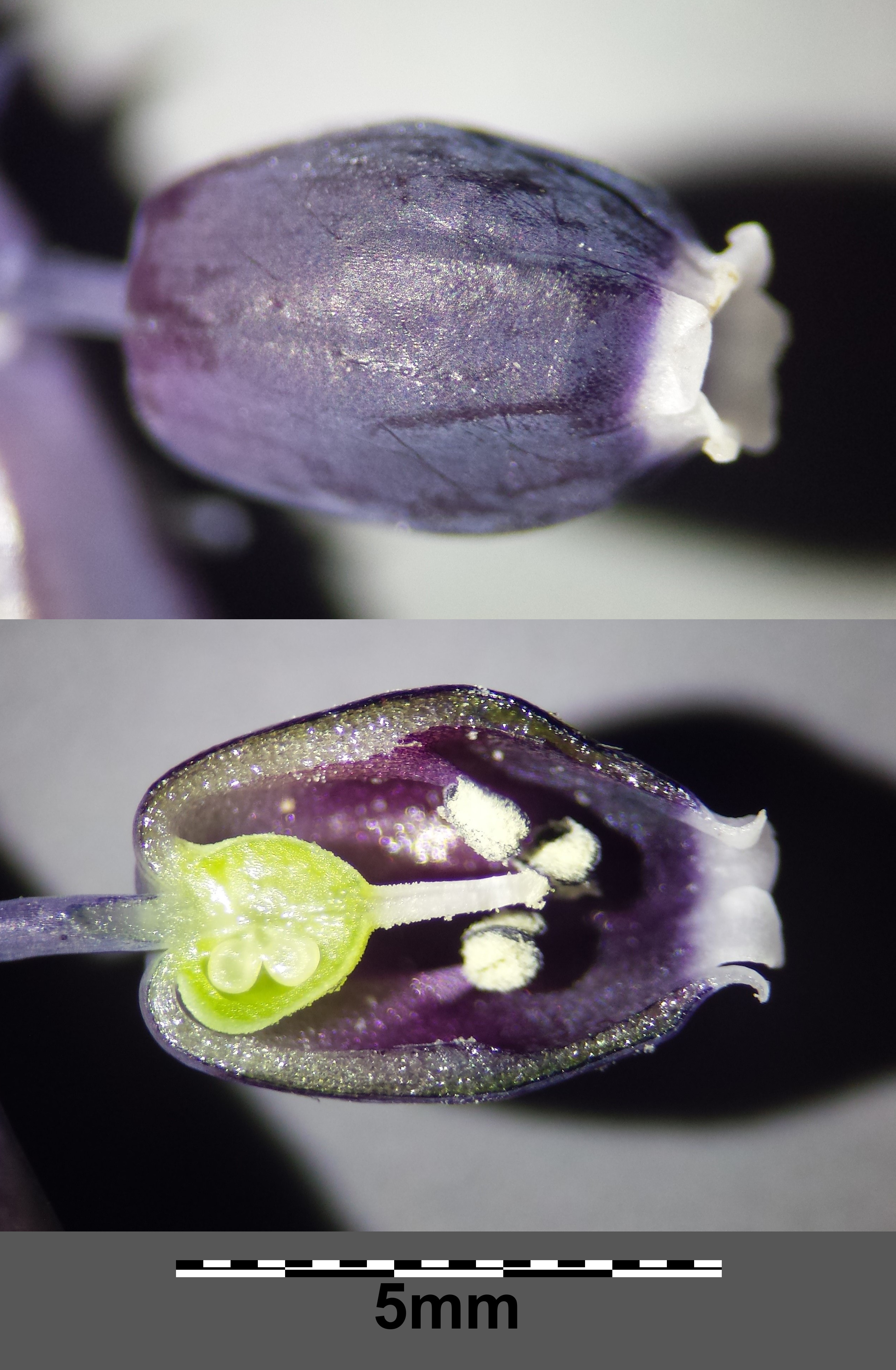
Fertil blomma.
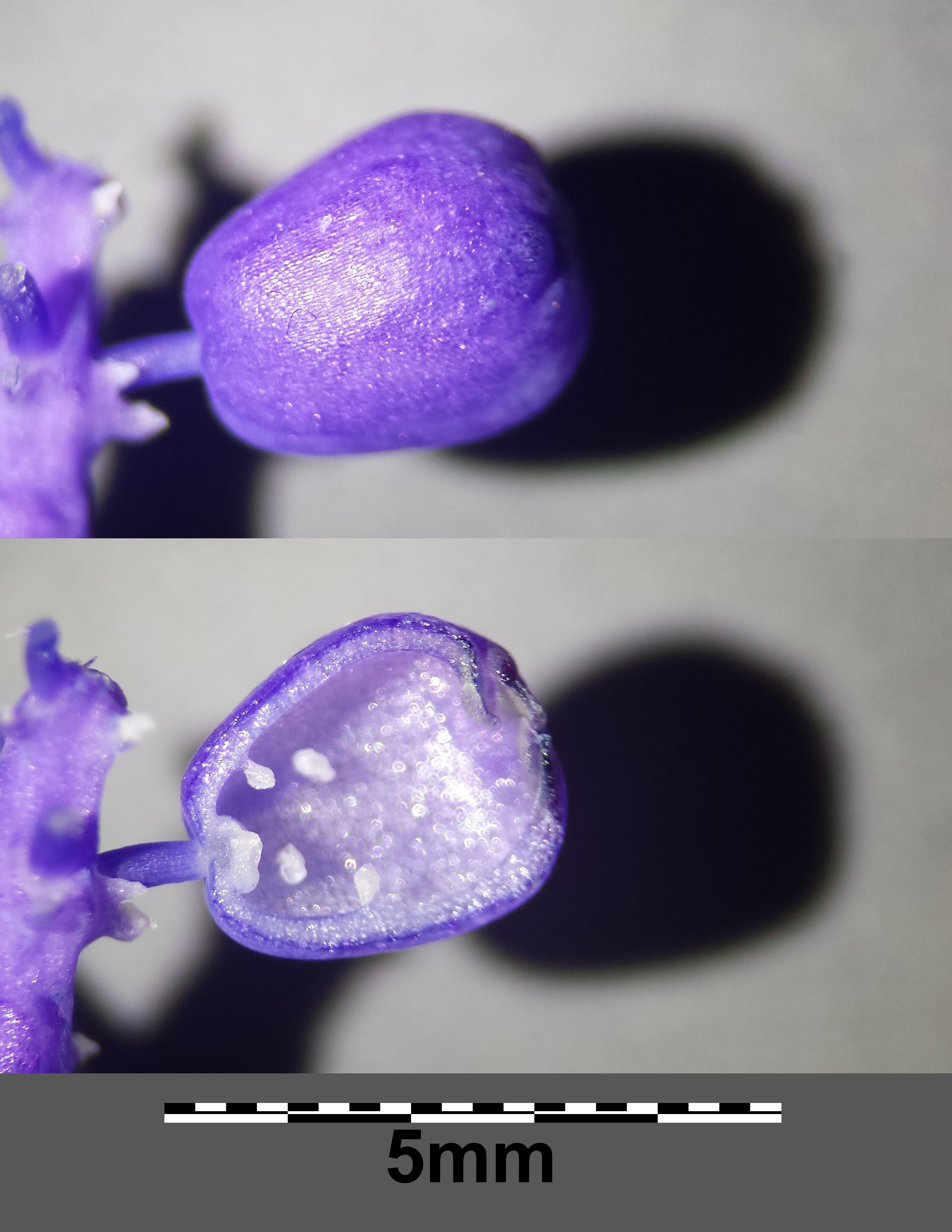
Steril blomma.
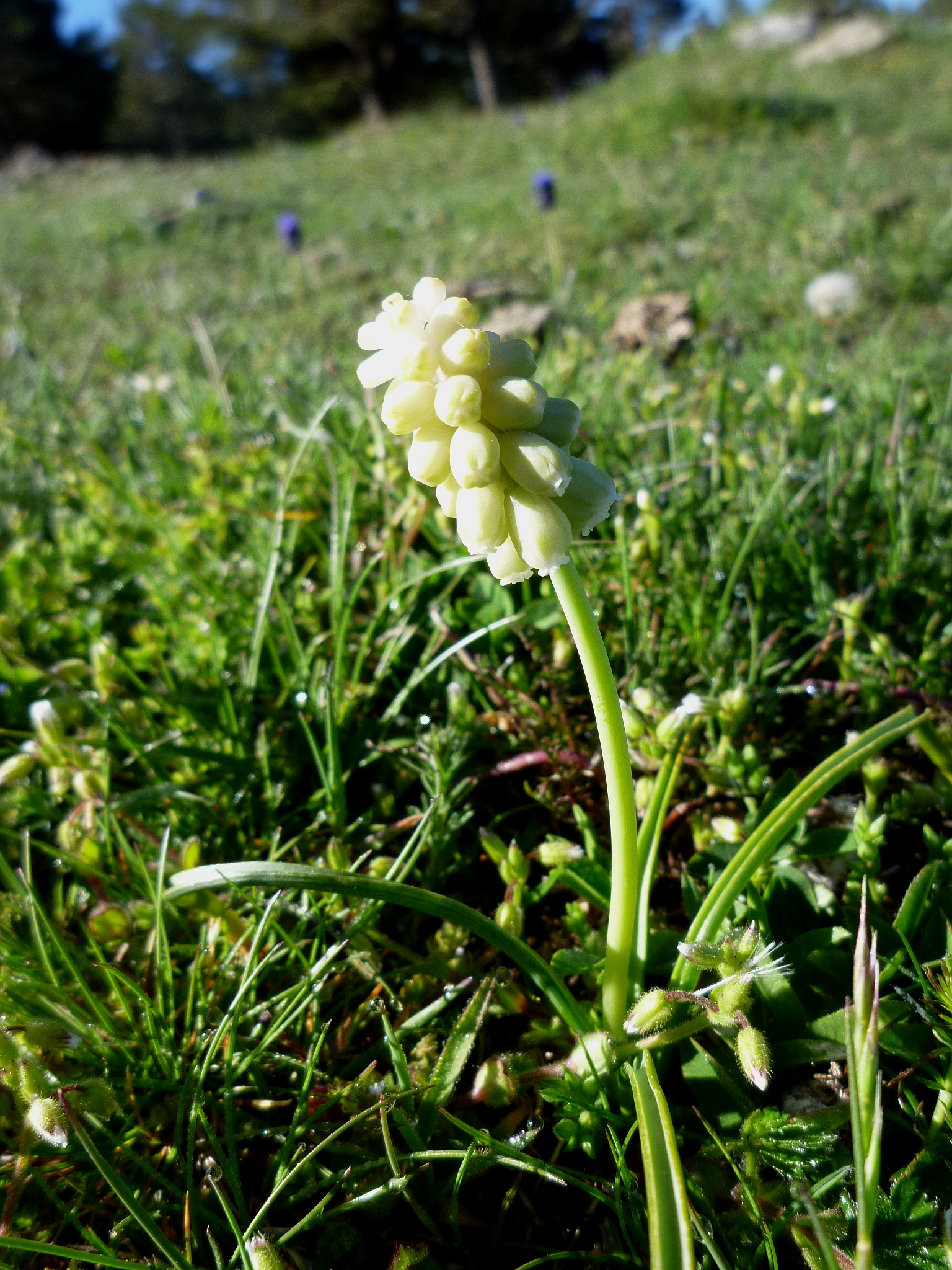
Varietet alpinum.
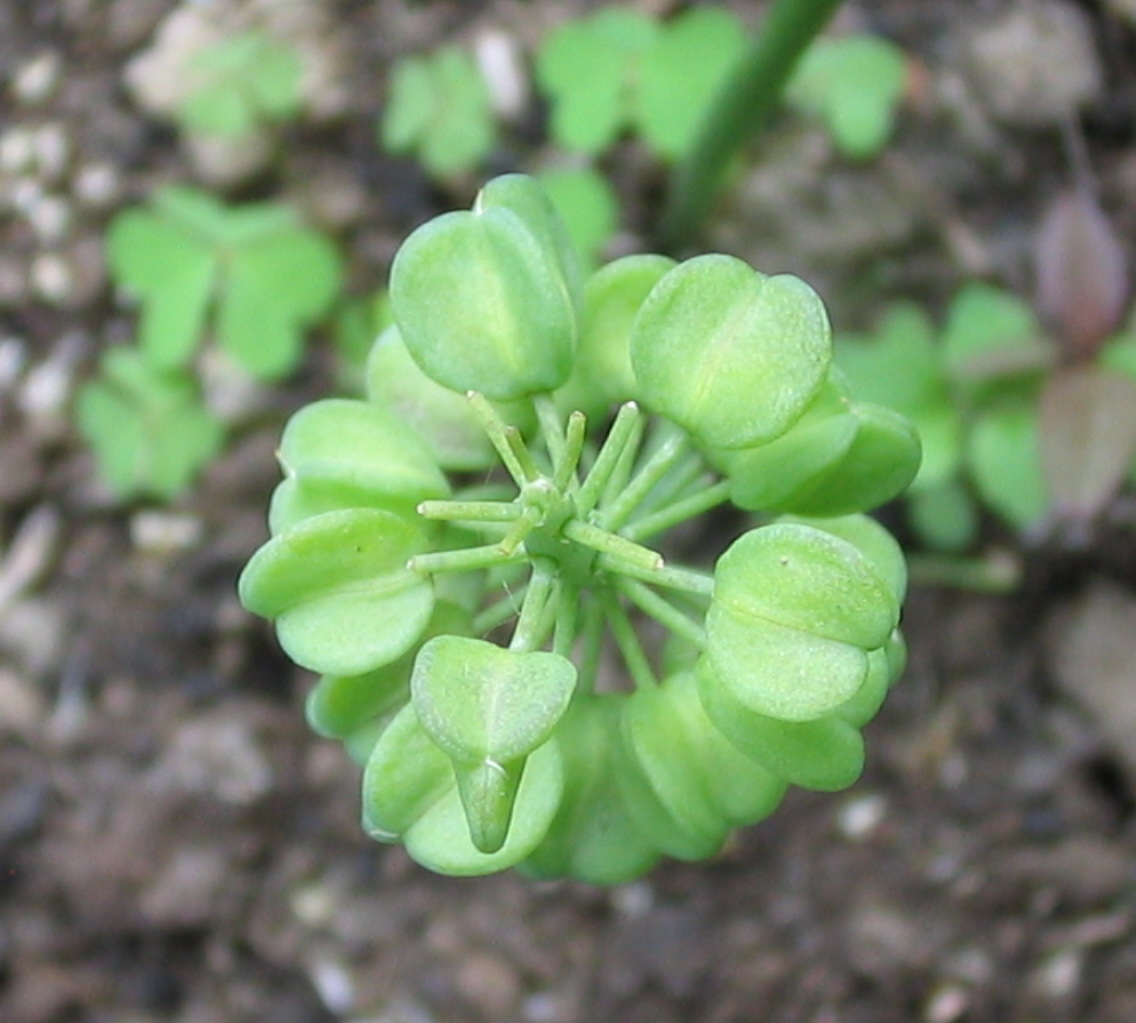
Utblommad med frökapslar, sett uppifrån. Den sterila toppen är bortskuren.
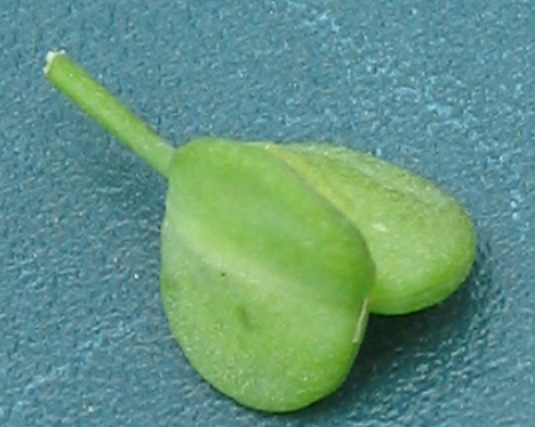
Frökapsel.
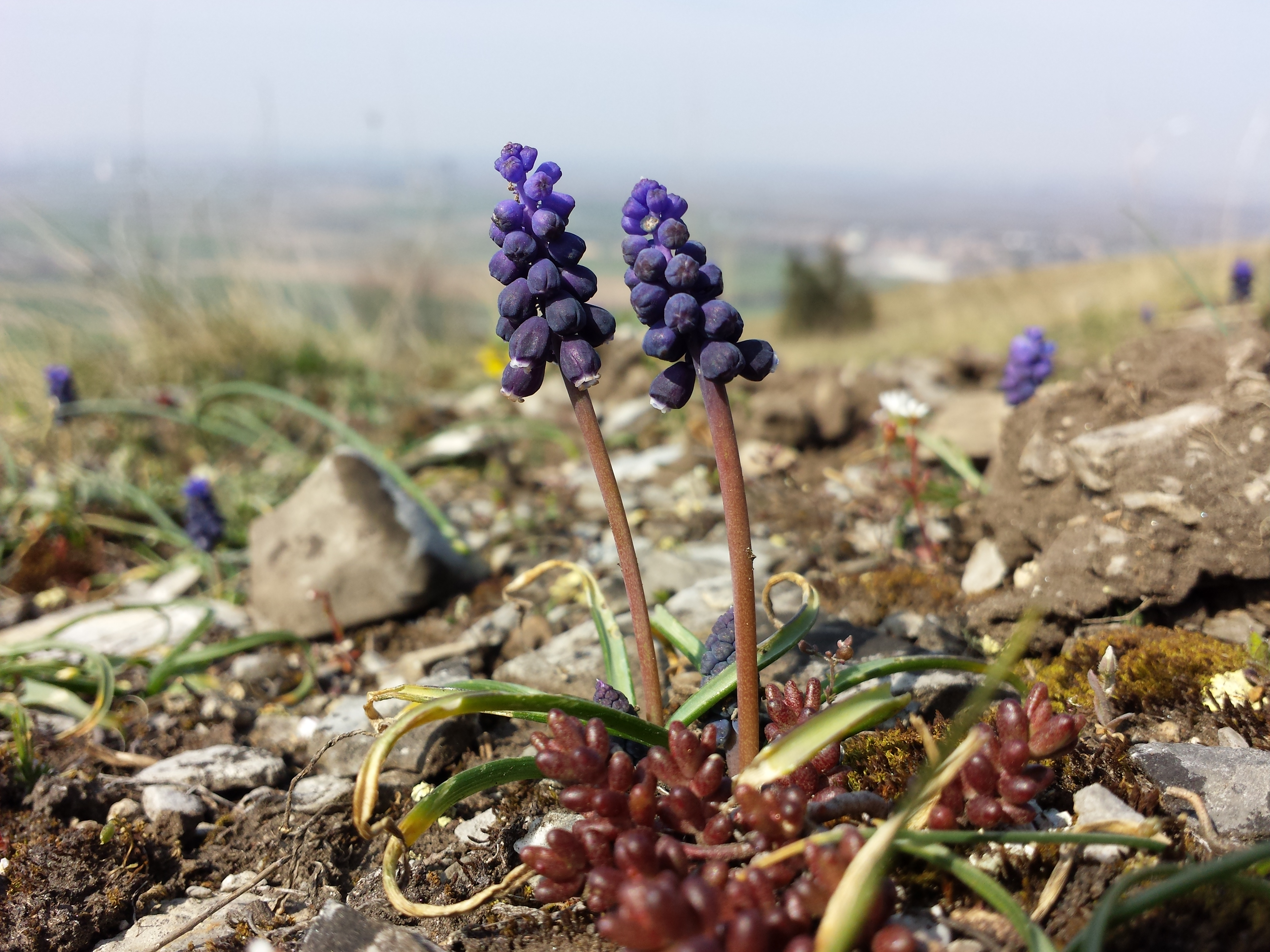
Habitat typisk skräpmark.

### Webblänkar
- Den virtuella floran
- Wikimedia Commons har media som rör Mörk pärlhyacint.